# چشمه بید
چشمه بید روستایی در دهستان پترگان بخش مرکزی شهرستان زیرکوه استان خراسان جنوبی ایران است. بر پایه سرشماری عمومی نفوس و مسکن در سال ۱۳۹۰ جمعیت این روستا ۲۵۳ نفر (در ۷۰ خانوار) بوده است مردم این روستا عشایر ایل بهلولی هستند که به دامداری و کشاورزی مشغولند.